# 活躍分離主義運動旗幟列表
本表為当前活跃的自治和分离主义运动旗帜列表，其中括号内內容為該運動所在位置或分佈。

## 亞洲

### 北亞
|  | 泰梅爾（多爾干-涅涅茨）自治區（俄羅斯）          |
|  | 薩哈共和國（俄羅斯）                             |
|  | 烏斯季奧爾登斯基布里亞特區（俄羅斯伊爾庫茨克州） |
|  | 亞馬爾-涅涅茨自治區（俄羅斯烏拉爾聯邦管區）      |
|  | 庫爾塔卡                                         |
|  | 阿爾泰                                           |
|  | 遠東共和國（俄羅斯遠東聯邦管區）                 |
|  | 卡爾梅克                                         |
|  | 哈卡斯                                           |
|  | 西伯利亞共和國（俄羅斯）                         |
|  | 圖瓦（俄羅斯圖瓦共和國）                         |

### 東亞
|  | 世界台灣人大會（中華民國臺灣）                       |
|  | 台灣獨立建國聯盟（中華民國臺灣）                     |
|  | 台灣共和國臨時政府（中華民國臺灣）                   |
|  | 台灣共和國（中華民國臺灣）                           |
|  | 908台灣國運動（中華民國臺灣）                        |
|  | 台字翠青旗台灣獨立運動（中華民國臺灣）               |
|  | 東突厥斯坦獨立運動（中華人民共和國新疆維吾爾自治區） |
|  | 西藏独立运动（中華人民共和國青藏高原）               |
|  | 内蒙古人民党（中華人民共和國內蒙古自治區）           |
|  | 香港城邦自治（中華人民共和國香港特別行政區）         |
|  | 香港獨立運動（中華人民共和國香港特別行政區）         |
|  | 琉球獨立運動（嘉利吉俱樂部）（日本琉球群島、沖繩）   |
|  | 小笠原                                               |

### 東南亞

#### 中南半島
|  | 高棉低地（南高棉）（湄公河三角洲）                                       |
|  | 占人（越南南部）                                                         |
|  | 越南山區原住民（越南西部高原）                                           |
|  | 赫蒙族（中國、越南、寮國、泰國）                                         |
|  | 北大年王國（泰國南部）                                                   |
|  | 民族革命陣線 Barisan Revolusi Nasional （泰國南部）                      |
|  | 北大年聯合解放組織 Pattani United Liberation Organization （泰國北大年） |
|  | 孟族（緬甸孟邦和鄰近地區）                                               |
|  | 撣族（緬甸掸邦和鄰近地區）                                               |
|  | 克倫民族解放軍（緬甸）                                                   |
|  | 克倫民族聯盟（緬甸克耶邦 和鄰近地區）                                    |
|  | 拉祜族（緬甸撣邦）                                                       |
|  | 若開邦（緬甸若開邦）                                                     |
|  | 若開軍（緬甸若開邦和鄰近地區）                                           |
|  | 若開民族軍（緬甸若開邦）                                                 |
|  | 克欽獨立軍（緬甸克欽邦）                                                 |
|  | 克耶族（緬甸克耶邦）                                                     |
|  | 欽族民族陣線 Chin National Front （緬甸欽邦）                            |
|  | 欽族 Chin （緬甸钦邦和鄰近地區）                                         |
|  | 緬甸民族民主同盟軍（緬甸果敢）                                           |
|  | 庫基民族軍                                                               |

#### 馬來群島
|  | 自由亞齊運動（印尼亞齊省）              |
|  | 邦薩摩洛                                |
|  | 廖內獨立運動（印尼蘇門答臘廖內省）      |
|  | 蘇拉威西民族分離運動 （印尼蘇拉威西島） |
|  | 米納哈薩人（印尼北蘇拉威西省）          |
|  | 南摩鹿加（印尼摩鹿加群岛）              |
|  | 加里曼丹（印尼婆羅洲）                  |
|  | 沙巴（馬來西亞沙巴）                    |
|  | 砂拉越（馬來西亞砂拉越）                |
|  | 科地列拉（菲律賓呂宋島， 科地列拉中部） |
|  | 新人民軍（菲律賓共產黨軍事組織）        |
|  | 登嘉樓                                  |
|  | 柔佛                                    |
|  | 吉打                                    |
|  | 吉蘭丹                                  |
|  | 馬六甲                                  |
|  | 森美蘭州                                |
|  | 彭亨                                    |
|  | 檳城                                    |
|  | 霹靂州                                  |
|  | 雪蘭莪                                  |

### 南亞

#### 喜馬拉雅山脈
|  | 克拉底人（尼泊爾）                                                   |
|  | 馬德西人（尼泊爾）                                                   |
|  | 吉大港山地 Chittagong Hill Tracts （孟加拉东南部）                   |
|  | 那加蘭人民共和國 Nagalim （印度那加蘭邦）                            |
|  | 廓爾喀民族解放陣線（印度西孟加拉邦北部）                             |
|  | 梭米歸一組織 Zomi Re-unification Organisation （孟加拉、印度及緬甸） |
|  | 波多解放猛虎力量 Bodo Liberation Tigers Force （印度阿薩姆邦）       |
|  | 波多民族民主陣線（印度阿薩姆邦）                                     |
|  | 阿薩姆聯合解放陣線（印度阿薩姆邦）                                   |
|  | 波多蘭民族民主陣線（印度阿薩姆邦）                                   |
|  | 卡比昂隆縣（印度阿薩姆邦）                                           |
|  | 坎塔普爾解放陣線（印度阿薩姆邦）                                     |
|  | 曼尼普爾毛主義共產黨（印度曼尼普爾邦）                               |
|  | 聯合民族解放陣線（印度曼尼普爾邦）                                   |
|  | 曼尼普爾人民解放軍（印度曼尼普爾邦）                                 |
|  | 特里普拉民族解放陣線（印度特里普拉邦）                               |

#### 恆河三角洲
|  | 西孟加拉邦（印度西孟加拉邦） |

#### 喀什米爾
|  | 喀什米爾（巴基斯坦、印度、中國）                                             |
|  | 拉達克（印度）                                                               |
|  | 查謨-喀什米爾解放陣線 Jammu Kashmir Liberation Front （印度查謨-喀什米爾邦） |
|  | 虔誠軍（喀什米爾）                                                           |
|  | Balawaristan （巴基斯坦，北部地區）                                          |
|  | 吉爾吉特-巴爾蒂斯坦（巴基斯坦）                                              |

#### 印度河流域
|  | 卡利斯坦運動（印度）               |
|  | 信德人（巴基斯坦信德省和鄰近地區） |

#### 俾路支斯坦
|  | 西俾路支斯坦（伊朗西南部一省） |

#### 錫蘭
|  | 泰米爾-伊拉姆猛虎解放組織（斯里蘭卡北部） |

### 西亞

#### 安納托利亞
|  | 北賽普勒斯（賽普勒斯） |

#### 兩河流域
|  | 伊朗庫德斯坦（伊朗庫德人聚居地）     |
|  | 伊拉克庫德斯坦（伊拉克庫德人自治區） |
|  | 伊拉克的突厥人（伊拉克北部各省份）   |
|  | 亞述國（中東亞述地區）               |
|  | 迦勒底人 （中東）                    |

#### 阿拉伯半島
|  | 哈瓦群島（巴林） |
|  | 南阿拉伯（葉門） |

#### 伊朗高原
|  | 阿瓦士族（伊朗胡齊斯坦省） |

#### 高加索
|  | nakht libration front                            |
|  | 切爾克西亞（俄羅斯，卡-巴、卡-切和阿迪格共和國） |
|  | 印古什（俄羅斯）                                 |
|  | 庫梅克人（俄羅斯高加索）                         |
|  | 卡巴特獨立主義者                                 |
|  | 塔雷什人 Talysh （亞塞拜然）                     |
|  | 阿布哈茲（喬治亞）                               |
|  | 南奧塞提亞（喬治亞）                             |
|  | 阿爾察赫（亞塞拜然）                             |
|  | 南亞塞拜然人覺醒運動（伊朗伊朗亞塞拜然）         |

## 歐洲

### 東南歐
|  | 阿爾巴尼亞境內的希臘人 Greek Minority in Albania （阿爾巴尼亞）  |
|  | 克里米亞韃靼 Crimean Tatars （烏克蘭，黑海北岸                     |
|  | 馬其頓境內的阿爾巴尼亞人 Albanians of Macedonia （馬其頓共和國） |
|  | 嘎嘎烏孜 Gagauzia （摩爾多瓦）                                   |
|  | 桑扎克的波斯尼亞人 Sandžak （塞爾維亞）                          |
|  | 波斯尼亚（塞爾維亞）                                             |
|  | 塞族共和國（波士尼亞與赫塞哥維納）                               |

### 中歐
|  | 羅馬尼亞境內 的匈牙利人 Hungarian Minority in Romania （羅馬尼亞） |
|  | 塞凱伊地（羅馬尼亞）                                               |
|  | 伏伊伏丁那（塞爾維亞）                                             |
|  | 盧森尼亞人 Rusyns （烏克蘭、斯洛伐克及波蘭之邊界處）               |
|  | 西里西亞人（波蘭）                                                 |
|  | 摩拉維亞人（捷克摩拉維亞）                                         |
|  | 博尔扎诺-上阿迪杰自治省（義大利北部）                              |

### 南歐
|  | 巴斯克獨立解放組織 （西班牙北部）                                                                    |
|  | 巴斯克独立党（西班牙、法國交界）                                                                     |
|  | 加泰羅尼亞獨立運動 Catalan independentism 加泰隆尼亞共和國 (2017年) （安道爾、法國、西班牙及義大利） |
|  | 加利西亞民族主義 （西班牙）Galician nationalism                                                      |
|  | 安達盧西亞民族主義 Andalucian nationalism                                                            |
|  | 阿斯圖里亞斯民族主義 Asturian nationalism                                                            |
|  | 埃斯特雷馬杜拉民族主義 Extremaduran nationalism                                                      |
|  | 穆爾西亞民族主義 Murcian nationalism                                                                 |
|  | 帕達尼亞 Padania （義大利北部）                                                                      |
|  | 西西里民族主義 sicilian nationalism                                                                  |

### 西歐
|  | 蘇格蘭獨立運動 Scotland （英國）                       |
|  | 威爾斯獨立運動（英國）                                 |
|  | 北愛爾蘭問題（英國）                                   |
|  | 康瓦爾（英國）                                         |
|  | 布列塔尼民族主義 Breton nationalism （法國，布列塔尼） |
|  | 比利時德語社群（比利時）                               |
|  | 弗拉芒獨立運動（比利時弗拉芒大區）                     |
|  | 法語社群（比利時）                                     |

### 北歐
|  | 英格里亞 Ingria （俄國與芬蘭邊界處）        |
|  | 維普斯人 （芬蘭人近親，俄羅斯，近奧涅加湖） |
|  | 卡累利阿（俄羅斯，原芬蘭屬地）              |
|  | 斯堪尼亞 Scania （Skåneland） （瑞典南部）  |
|  | 尤拉特前線                                  |
|  | 前排                                        |

## 非洲

### 北部非洲
|  | 柏柏人（阿爾及利亞）              |
|  | 卡比利亞地區（阿爾及利亞）        |
|  | 莫扎比人 Mozabites （阿爾及利亞） |
|  | 科普特人（埃及）                  |

### 西部非洲
|  | 奧幹尼族 Ogoni （奈及利亞） |
|  | 比夫拉                      |
|  | 卡薩芒斯 （塞內加爾南部）   |
|  | 阿扎瓦德（馬利）            |
|  | 達爾富爾                    |

### 中部非洲
|  | 卡賓達（安哥拉大西洋東岸）                             |
|  | 南喀麦隆 Ambazonia （former Ambazonia） （喀麥隆西部） |
|  | 巴米累克人 （喀麥隆西部）                              |
|  | 巴卡西半島（喀麥隆）                                   |
|  | 達喀爾共和國 Republic of Logone （中非共和國）         |
|  | 加丹加國（剛果民主共和國）                             |

### 東部非洲
|  | 奧羅莫人 Oromo （衣索比亞）      |
|  | 奧羅米亞州（衣索比亞）           |
|  | 桑給巴爾（坦尚尼亞，印度洋西岸） |
|  | 邦特兰（索馬利亞）               |
|  | 索马里兰（索馬利亞）             |
|  | 西南索马里（索馬利亞）           |
|  | 歐加登（衣索比亞南部）           |
|  | 朱巴兰（索馬利亞）               |
|  | 留尼旺（法國）                   |

### 南部非洲
|  | 瓦文達 （南非）      |
|  | 卡普里维（納米比亞） |
|  | 寬德貝勒             |
|  | 特蘭斯凱             |

## 北美洲

### 北美大陸
|  | 魁北克主權運動（加拿大魁北克省）                                                                         |
|  | 紐芬蘭與拉布拉多（加拿大）                                                                               |
|  | 拉布拉多（加拿大）                                                                                       |
|  | 艾伯塔省（加拿大）                                                                                       |
|  | 阿卡迪亞                                                                                                 |
|  | 薩斯喀徹溫省（加拿大）                                                                                   |
|  | 卡斯卡迪亚独立运动（美國與加拿大）                                                                       |
|  | 佛蒙特共和國（美國，佛蒙特州）                                                                           |
|  | 南方聯盟 League of the South （美國）                                                                    |
|  | 新非洲共和國 Republic of New Afrika （美國路易斯安那州，阿拉巴馬州，南卡羅來納州，喬治亞州和密西西比州） |
|  | 德克薩斯共和國（美國德克薩斯州）                                                                         |
|  | 美國印第安運動（美國）                                                                                   |
|  | 拉科塔共和国（拉科塔族）（美國，南達科他及北達科他州）                                                   |
|  | 格陵蘭（丹麥）                                                                                           |
|  | 阿拉斯加獨立運動 Alaskan Independence （美國阿拉斯加）                                                   |

### 中美洲
|  | 納瓦特爾族（源自阿茲特克） Nahuals del Alto Balsas （墨西哥） |
|  | 薩帕塔民族解放軍（墨西哥恰帕斯州）                            |

### 加勒比海
|  | 馬丁尼克獨立運動（法國馬丁尼克） |
|  | 瓜地洛普（法國）                 |

## 南美洲
|  | 瑪普切族（阿根廷、智利）                                 |
|  | 南部各州獨立運動 Southern Independence Movement （巴西） |
|  | 聖保羅州（巴西）                                         |

## 大洋洲

### 澳大拉西亞
|  | 澳洲原住民（澳大利亞）       |
|  | 夏威夷                       |
|  | 西澳自治領（澳大利亚西澳州） |
|  | 南島 （紐西蘭）              |
|  | 毛利人（新西蘭）             |

### 美拉尼西亞
|  | 布干维尔自治区（巴布亞紐幾內亞） |
|  | 所羅門群島                       |
|  | 新愛爾蘭省（巴布亚新几内亚）     |
|  | 拉納爾和貝羅納省（索羅門群島）   |
|  | 西巴布亞（印尼新幾內亞島）       |
|  | 羅圖馬（斐濟）                   |
|  | 馬萊塔省（索羅門群島）           |
|  | 新喀里多尼亞（法國）             |
|  | 馬當省（巴布亚新几内亚）         |

### 密克羅尼西亞
|  | 楚克州（密克羅尼西亞聯邦） |
|  | 比基尼環礁（馬紹爾群島）   |